# Павуки-краби
Павуки-краби (Thomisidae) — родина павуків підряду Аранеоморфні павуки (Araneomorphae). Це велика родина, павуки-краби ззовні дещо нагадують представників родини Philodromidae і раніше як підродини вони складали одну родину. Відмінність Thomisidae в тому, що у них передні дві пари ніг помітно довші і товщі задніх, всі лапки позбавлені скопул.
За типом полювання належать до бродячих засадників. Вони не належать до числа активних мисливців, завмирають в нерухомості, стаючи практично невидимими завдяки маскувальному забарвленню, а потім швидко кидаються на здобич, кусають її і висмоктують насухо. Павуки-краби мають отруту, що робить їхній укус смертельним для жертви. Для людини укус безпечний.

## Опис
Родина названа так через свою здатність пересуватися боком. Перші дві пари ніг розгорнуті передніми поверхнями вгору, помітно довші ніг третьої та четвертої пар. Представники родів Thomisus, Misumena проводять більшу частину часу на квітах, чекаючи на здобич. Представники інших родів (наприклад, Xysticus) зустрічаються на корі дерев або в підстилці. Павуки-краби не плетуть павутини і їхні видозмінені передні ноги — головне знаряддя нападу. Павуки-бокоходи, як правило, мають маскувальне забарвлення, часом зовсім зливаються з субстратом. Види, що мешкають на квітах, як правило, досить яскраво пофарбовані, ті, що мешкають на корі або на землі — сірі або бурі з візерунком з плям. У ряду видів, що мешкають на квітах, мається по кілька колірних морф. Дві передні ноги, що довші і сильніші інших шести, павук-краб розкидає в сторони, готовий схопити комаху, що опинилась поблизу. В свою чергу тактика полювання, при якій вони перебувають на місці, робить їх уразливими для переслідувачів. Помітивши ворога, павук-бокохід перебирається на інший бік квітки або покидає свою ділянку. Павуки-краби мають два великих ока. Зір у них розвинений добре.

## Спосіб життя
Мешкають павуки-краби під листяною підстилкою, довгий час, часто тижнями перебуваючи на одному місці. Населяють найрізноманітніші біотопи і стації. Нечисленні види населяють крони дерев, стовбури, більшість видів населяють чагарники, травостій, підстилку. Багато видів полюють, чекаючи жертву в квітах (Ebrechtella, Misumena, Synema і ін.). Спеціалізовані квіткові форми можуть міняти забарвлення залежно від кольору бутона, відзначені варіації від білого до жовтого, зеленуватого, інтенсивно рожевого тощо. Також для крабів-засадників, які очікують здобич в квітах, характерна дуже висока токсичність отрути, що дозволяє майже миттєво знерухомлювати бджіл, джмелів, розмір яких у кілька разів перевищує розмір самого павука. Статевий диморфізм добре виражений, самці менших розмірів і пофарбовані менш інтенсивно. Спарювання, як правило, в кінці весни-початку літа. Кокони варіюють за формою від плоского до кулястого, частіше відкриті, іноді — прикріплені.

## Класифікація
- Aphantochilinae

- Aphantochilus O. P.-Cambridge, 1870
- Bucranium O. P.-Cambridge, 1881
- Majellula Strand, 1932

- Bominae Ono, 1984

- Avelis Simon, 1895
- Boliscodes Simon, 1909
- Boliscus Thorell, 1891
- Bomis L. Koch, 1874
- Corynethrix L. Koch, 1876
- Felsina Simon, 1895
- Holopelus Simon, 1886
- Parabomis Kulczyn'ski, 1901
- Thomisops Karsch, 1879

- Dietinae

- Alcimochthes Simon, 1885
- Amyciaea Simon, 1885
- Apyretina Strand, 1929
- Bassaniodes Pocock, 1903
- Cetratus Kulczyn'ski, 1911
- Dietopsa Strand, 1932
- Diplotychus Simon, 1903
- Domatha Simon, 1895
- Emplesiogonus Simon, 1903
- Hewittia Lessert, 1928
- Lampertia Strand, 1907
- Loxobates Thorell, 1877
- Lycopus Thorell, 1895
- Musaeus Thorell, 1890
- Mystaria Simon, 1895
- Nyctimus Thorell, 1877
- Ostanes Simon, 1895
- Oxytate L. Koch, 1878
- Paramystaria Lessert, 1919
- Pasias Simon, 1895
- Pasiasula Roewer, 1942
- Peritraeus Simon, 1895
- Phaenopoma Simon, 1895
- Plastonomus Simon, 1903
- Pseudamyciaea Simon, 1905
- Pseudoporrhopis Simon, 1886
- Scopticus Simon, 1895
- Sylligma Simon, 1895
- Tagulinus Simon, 1902
- Tagulis Simon, 1895
- Zametopias Thorell, 1892
- Zametopina Simon, 1909

- Stephanopinae

- Angaeus Thorell, 1881
- Ascurisoma Strand, 1928
- Borboropactus Simon, 1884
- Cebrenninus Simon, 1887
- Coenypha Simon, 1895
- Cupa Strand, 1906
- Ebrechtella Dahl, 1907
- Epicadinus Simon, 1895
- Epicadus Simon, 1895
- Epidius Thorell, 1877
- Erissoides Mello-Leitão, 1929
- Erissus Simon, 1895
- Geraesta Simon, 1889
- Haedanula Caporiacco, 1941
- Hedana L. Koch, 1874
- Iphoctesis Simon, 1903
- Isala L. Koch, 1876
- Isaloides F. O. P.-Cambridge, 1900
- Onocolus Simon, 1895
- Parastephanops F. O. P.-Cambridge, 1900
- Pharta Thorell, 1891
- Phrynarachne Thorell, 1869
- Pothaeus Thorell, 1895
- Prepotelus Simon, 1898
- Pycnaxis Simon, 1895
- Reinickella Dahl, 1907
- Rhaebobates Thorell, 1881
- Sanmenia Song & Kim, 1992
- Sidymella Strand, 1942
- Stephanopis O. P.-Cambridge, 1869
- Stephanopoides Keyserling, 1880
- Synalus Simon, 1895
- Tharrhalea L. Koch, 1875
- Tobias Simon, 1895
- Trichopagis Simon, 1886

- Stiphropodinae

- Heterogriffus Platnick, 1976
- Stiphropella Lawrence, 1952
- Stiphropus Gerstäcker, 1873

- Strophiinae

- Acracanthostoma Mello-Leitão, 1917
- Ceraarachne Keyserling, 1880
- Parastrophius Simon, 1903
- Simorcus Simon, 1895
- Strigoplus Simon, 1885
- Strophius Keyserling, 1880
- Synstrophius Mello-Leitão, 1925
- Ulocymus Simon, 1886

- Thomisinae

- Acentroscelus Simon, 1886
- Bassaniana Strand, 1928
- Bonapruncinia Benoit, 1977
- Camaricus Thorell, 1887
- Coriarachne Thorell, 1870
- Cymbacha L. Koch, 1874
- Cymbachina Bryant, 1933
- Cynathea Simon, 1895
- Cyriogonus Simon, 1886
- Deltoclita Simon, 1877
- Demogenes Simon, 1895
- Diaea Thorell, 1869
- Dimizonops Pocock, 1903
- Firmicus Simon, 1895
- Gnoerichia Dahl, 1907
- Haplotmarus Simon, 1909
- Herbessus Simon, 1903
- Heriaesynaema Caporiacco, 1939
- Heriaeus Simon, 1875
- Latifrons Kulczyn'ski, 1911
- Loxoporetes Kulczyn'ski, 1911
- Lysiteles Simon, 1895
- Martus Mello-Leitão, 1943
- Massuria Thorell, 1887
- Mecaphesa Simon, 1900
- Metadiaea Mello-Leitão, 1929
- Misumena Latreille, 1804
- Misumenoides F. O. P.-Cambridge, 1900
- Misumenops F. O. P.-Cambridge, 1900
- Monaeses Thorell, 1869
- Narcaeus Thorell, 1890
- Ocyllus Thorell, 1887
- Ozyptila Simon, 1864
- Pactactes Simon, 1895
- Pagida Simon, 1895
- Parasmodix Jézéquel, 1966
- Parasynema F. O. P.-Cambridge, 1900
- Pherecydes O. P.-Cambridge, 1883
- Philodamia Thorell, 1894
- Philogaeus Simon, 1895
- Phireza Simon, 1886
- Physoplatys Simon, 1895
- Pistius Simon, 1875
- Plancinus Simon, 1886
- Platyarachne Keyserling, 1880
- Platythomisus Doleschall, 1859
- Poecilothomisus Simon, 1895
- Porropis L. Koch, 1876
- Pyresthesis Butler, 1879
- Runcinia Simon, 1875
- Saccodomus Rainbow, 1900
- Smodicinodes Ono, 1993
- Smodicinus Simon, 1895
- Soelteria Dahl, 1907
- Synaemops Mello-Leitão, 1929
- Synema Simon, 1864
- Takachihoa Ono, 1985
- Talaus Simon, 1886
- Tharpyna L. Koch, 1874
- Thomisus Walckenaer, 1805
- Titidiops Mello-Leitão, 1929
- Titidius Simon, 1895
- Tmarus Simon, 1875
- Uraarachne Keyserling, 1880
- Wechselia Dahl, 1907
- Xysticus C. L. Koch, 1835
- Zygometis Simon, 1901

- incertae sedis

- Ansiea Lehtinen, 2005
- Carcinarachne Schmidt, 1956
- Cozyptila Lehtinen & Marusik, 2005
- Ebelingia Lehtinen, 2005
- Facundia Petrunkevitch, 1942 † (fossil)
- Fiducia Petrunkevitch, 1942 † (fossil)
- Henriksenia Lehtinen, 2005
- Hexommulocymus Caporiacco, 1955
- Ledouxia Lehtinen, 2005
- Mastira Thorell, 1891
- Megapyge Caporiacco, 1947
- Modysticus Gertsch, 1953
- Rejanellus Lise, 2005
- Syphax Koch & Berendt, 1854 † (fossil)
- Tarrocanus Simon, 1895
- Taypaliito Barrion & Litsinger, 1995

## Галерея

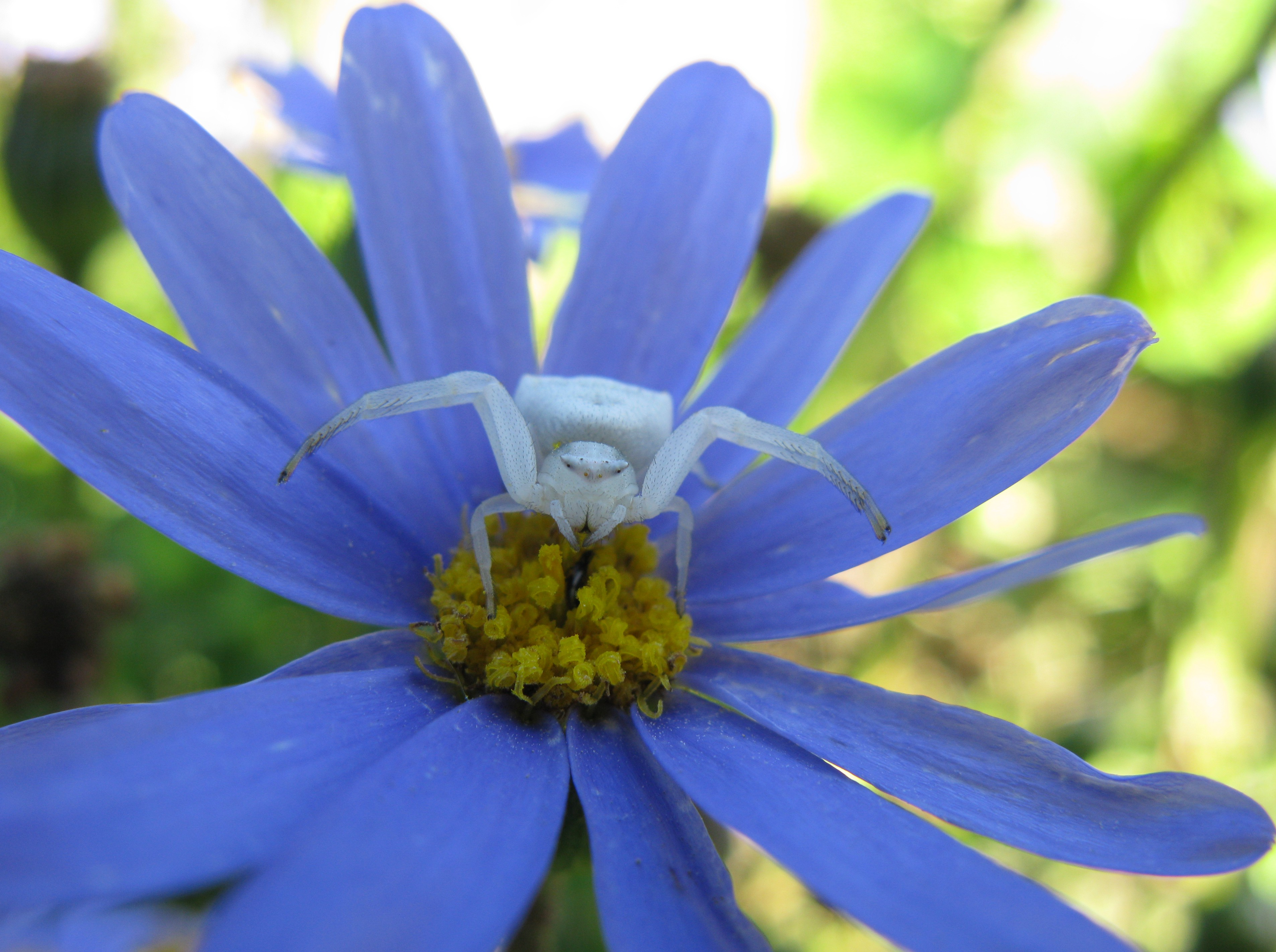
Самиця павука з роду Thomisus сидить у засідці на квітці Felicia
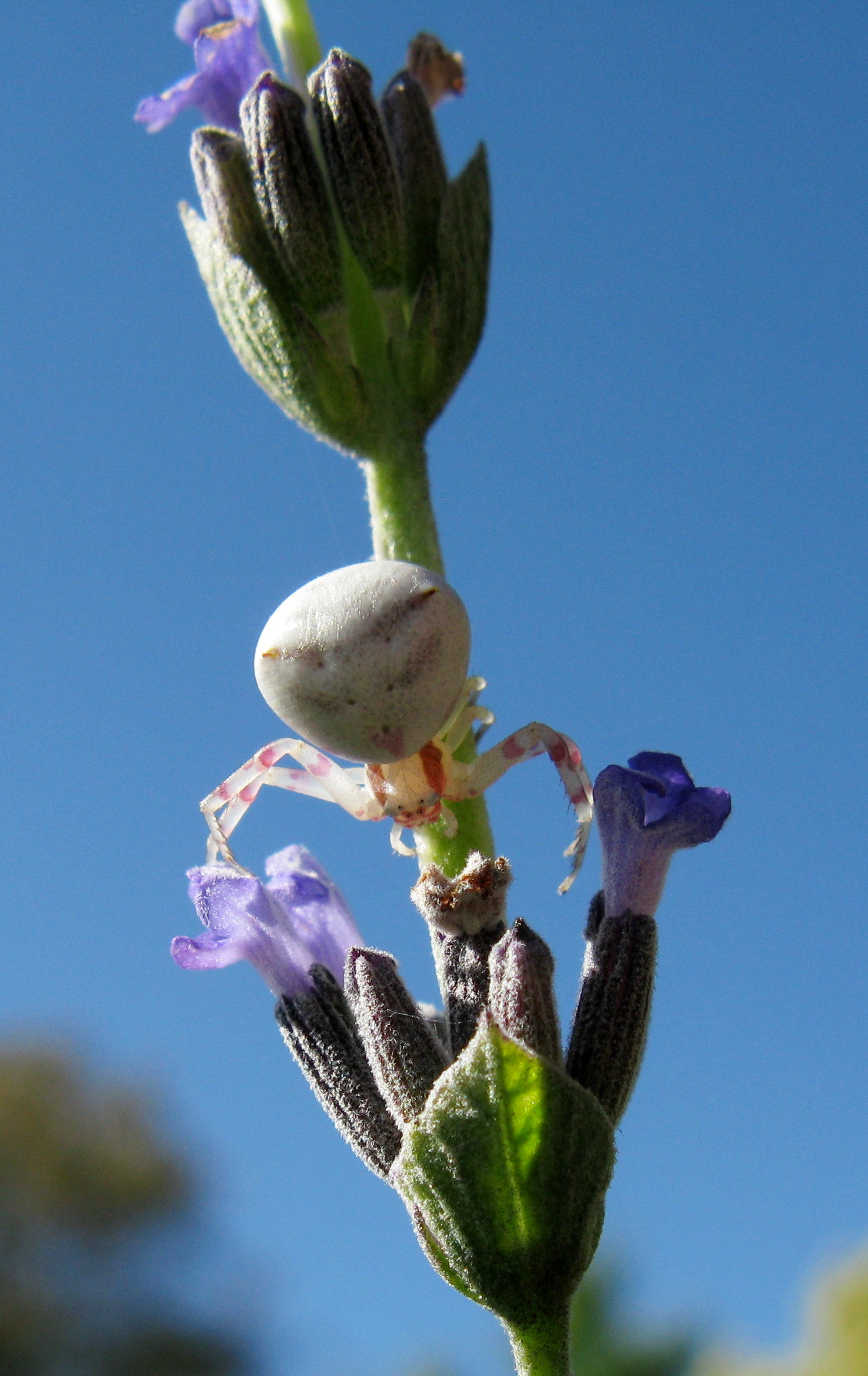
Типовий представник родини, самиця павука роду Thomisus
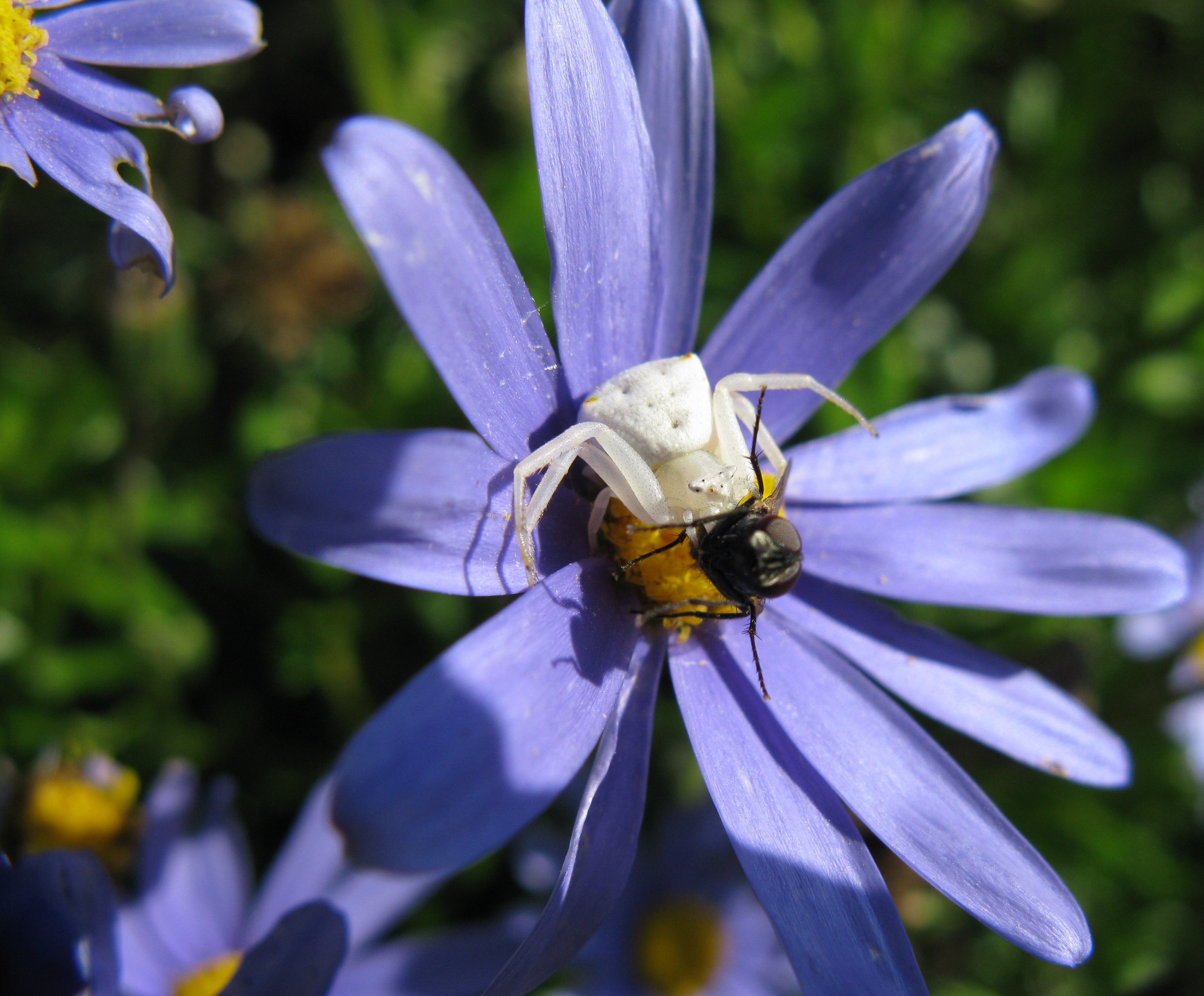
Самиця роду Thomisus родини Thomisidae. Їсть муху, яку їй дав фотограф.
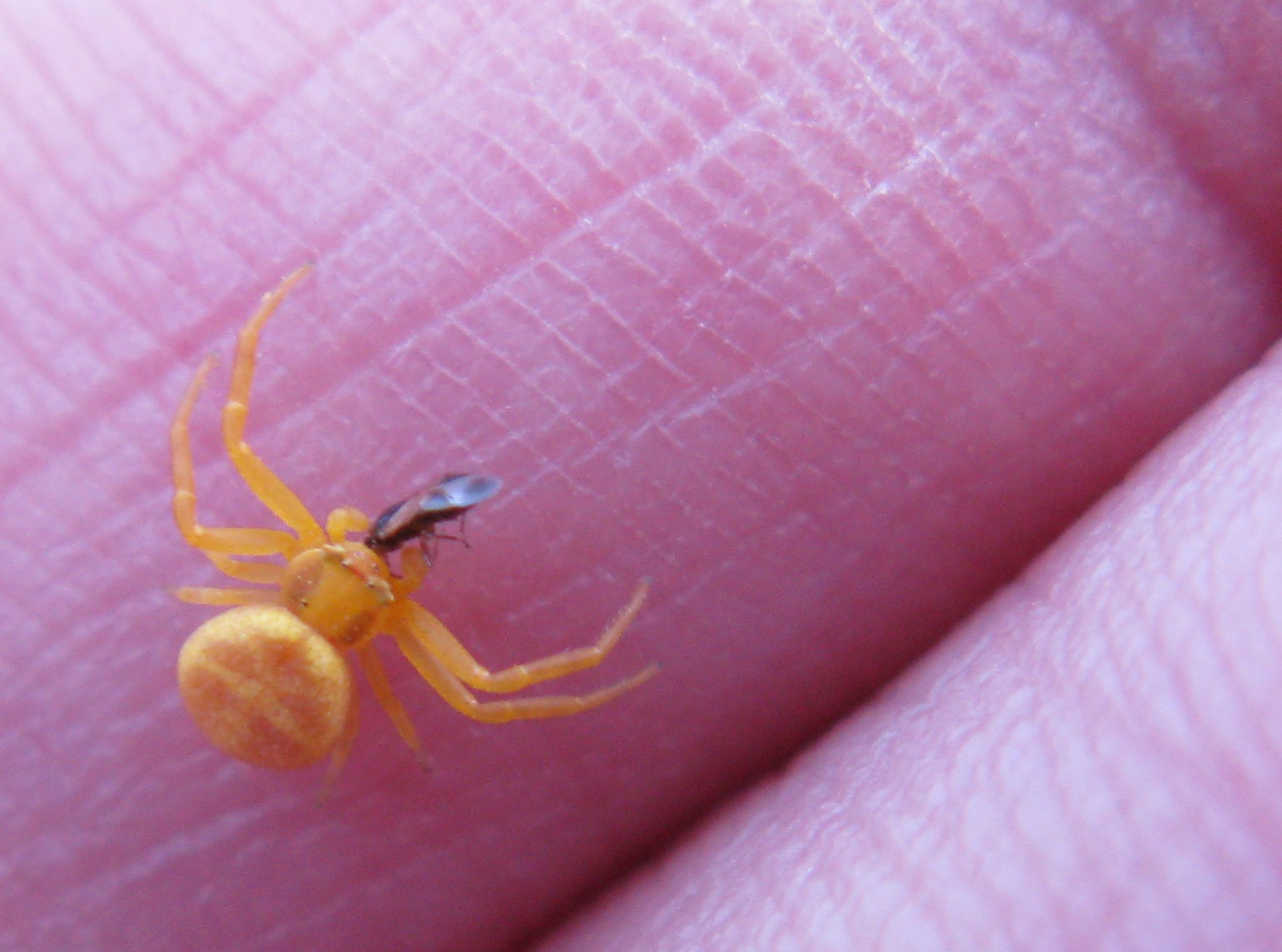
Самець Thomisus їсть маленьку комашку, можливо, Heteroptera. Пальці на задньому фоні дають уявлення про масштаб.
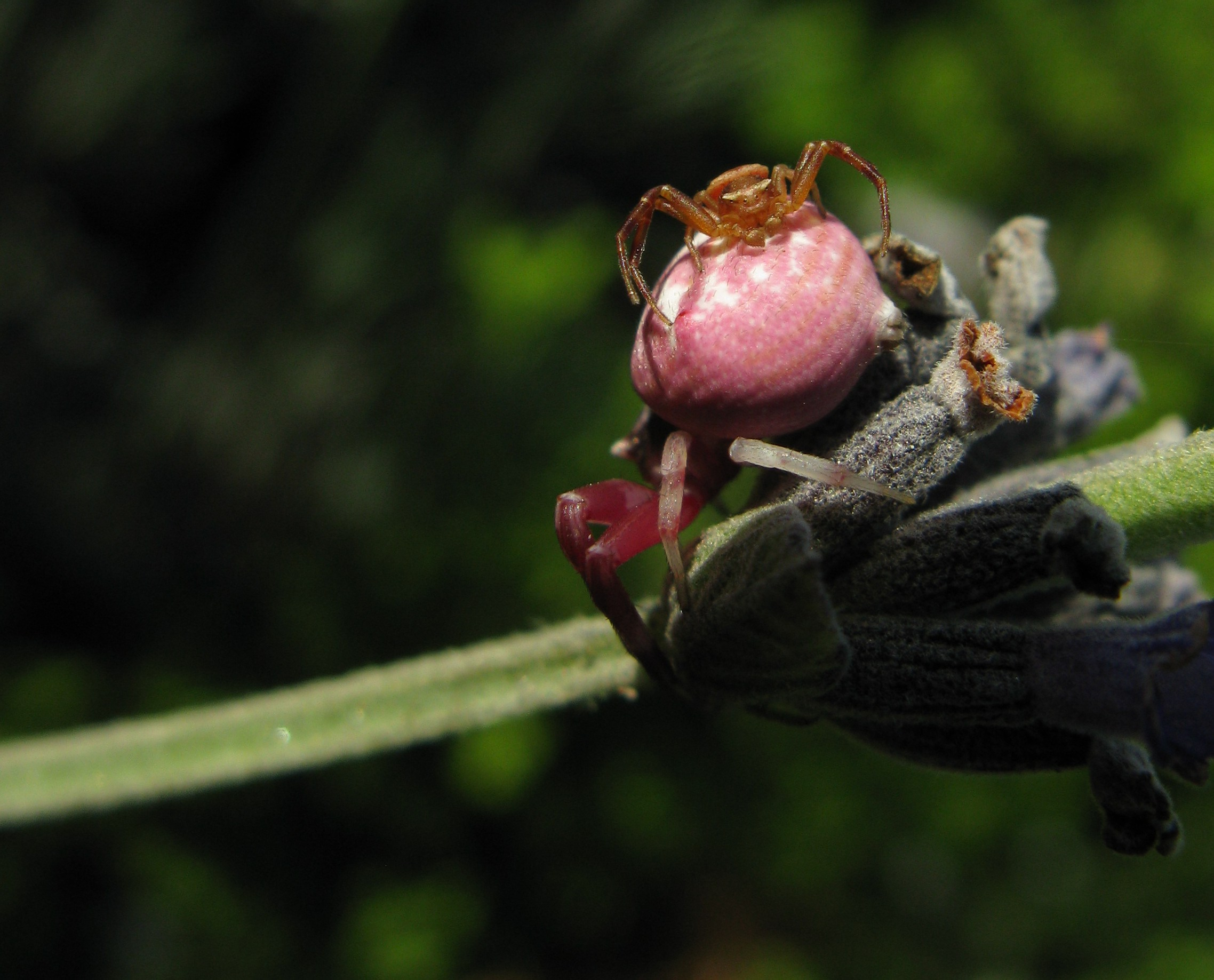
Павуки Thomisus. Самець сидить на самці, чекаючи на спарювання.
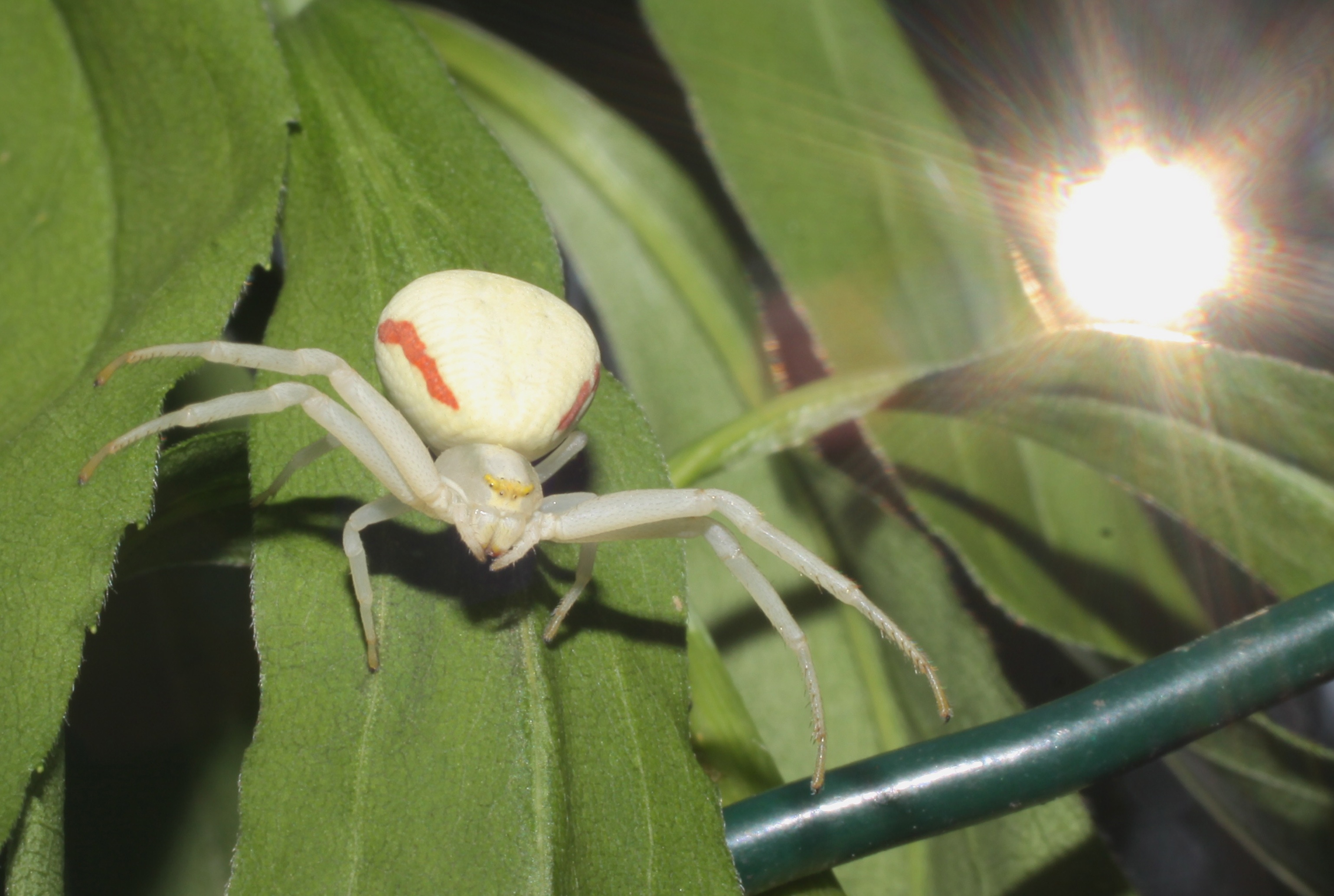
Готова до атаки самиця павука-краба Misumena vatia
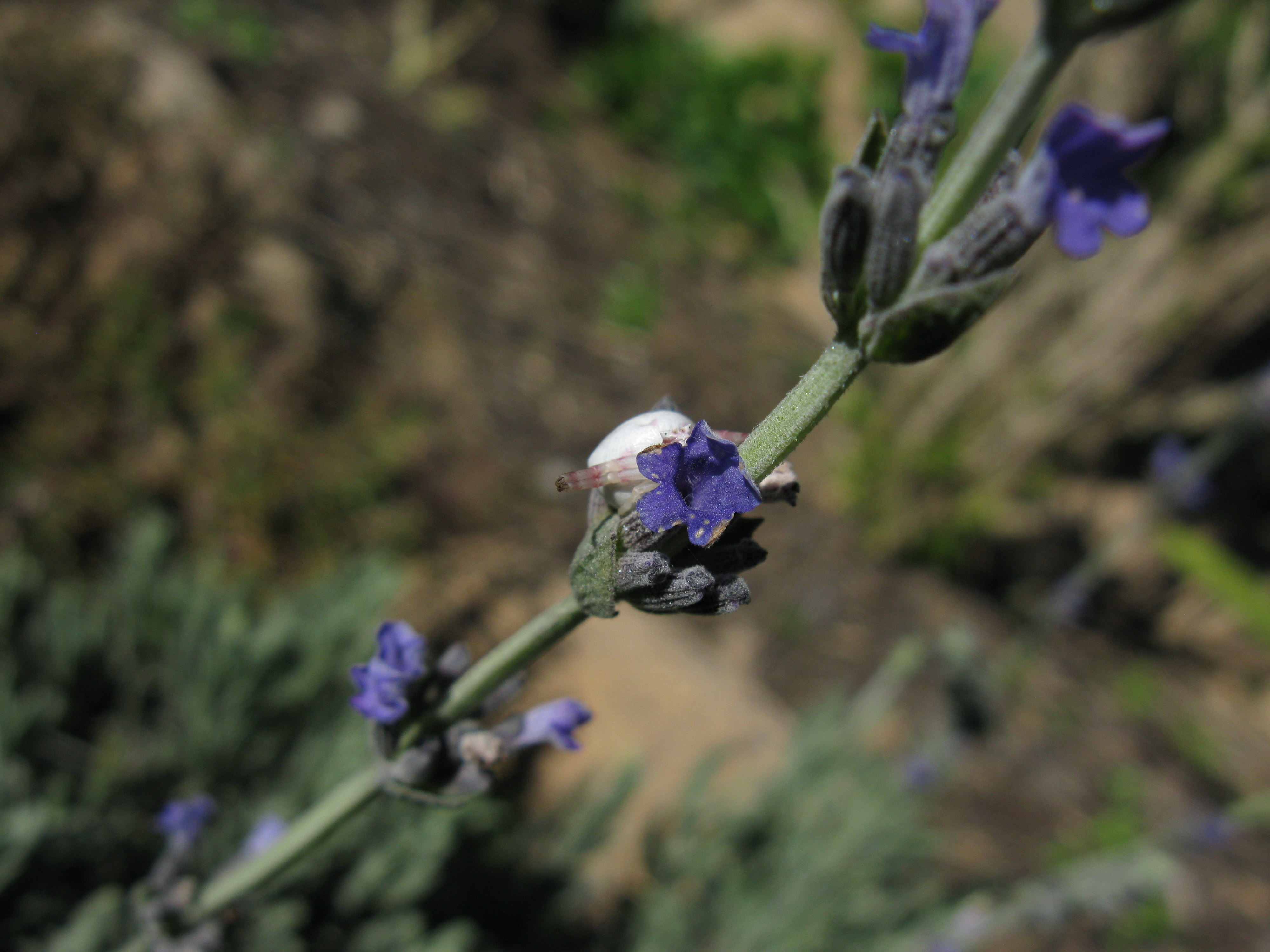
Павук-краб з роду Thomisus сидить у засідці на квітці лаванди, хоча і квітка занадто мала, щоб приховати павучиху
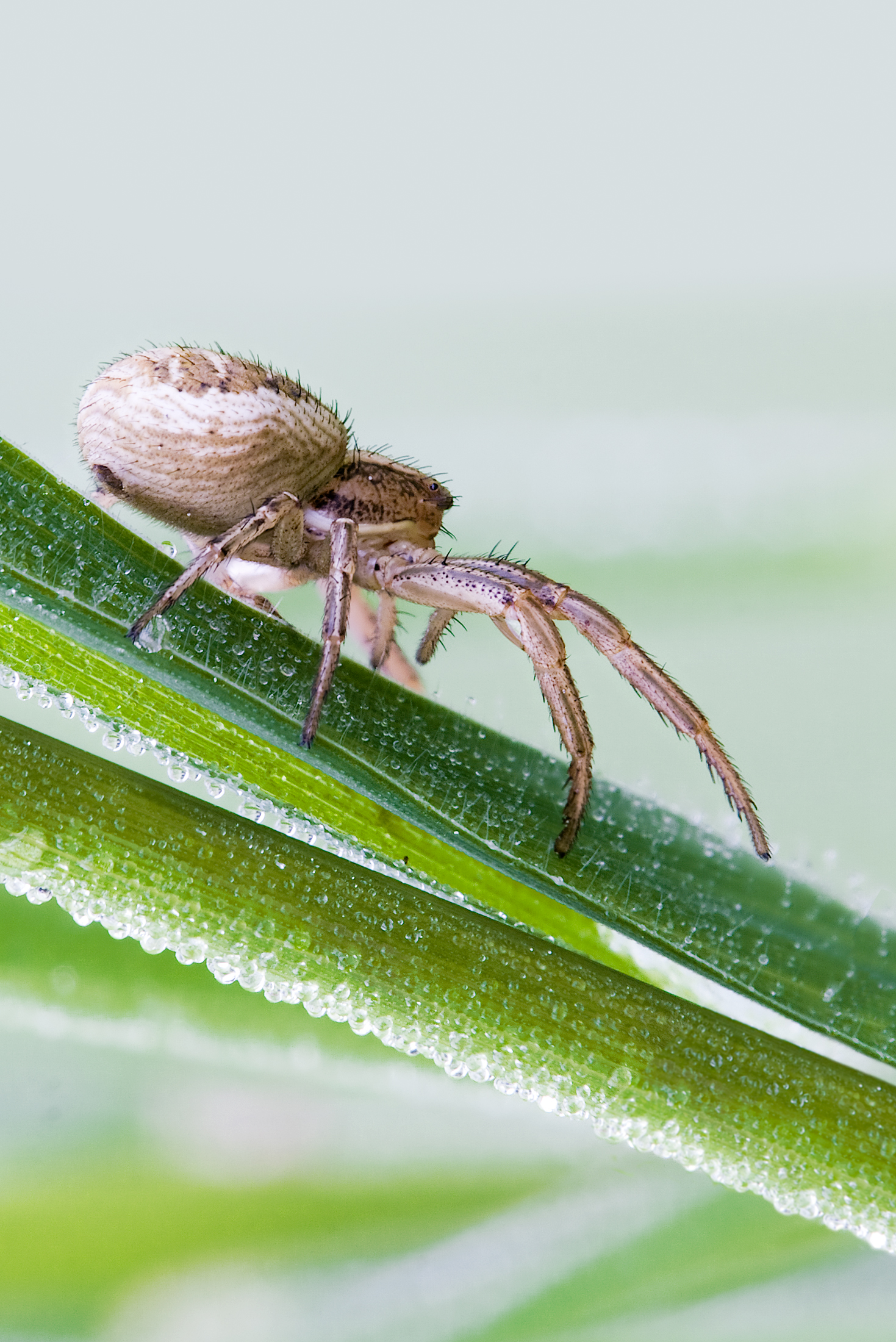
Павучиха Xysticus.
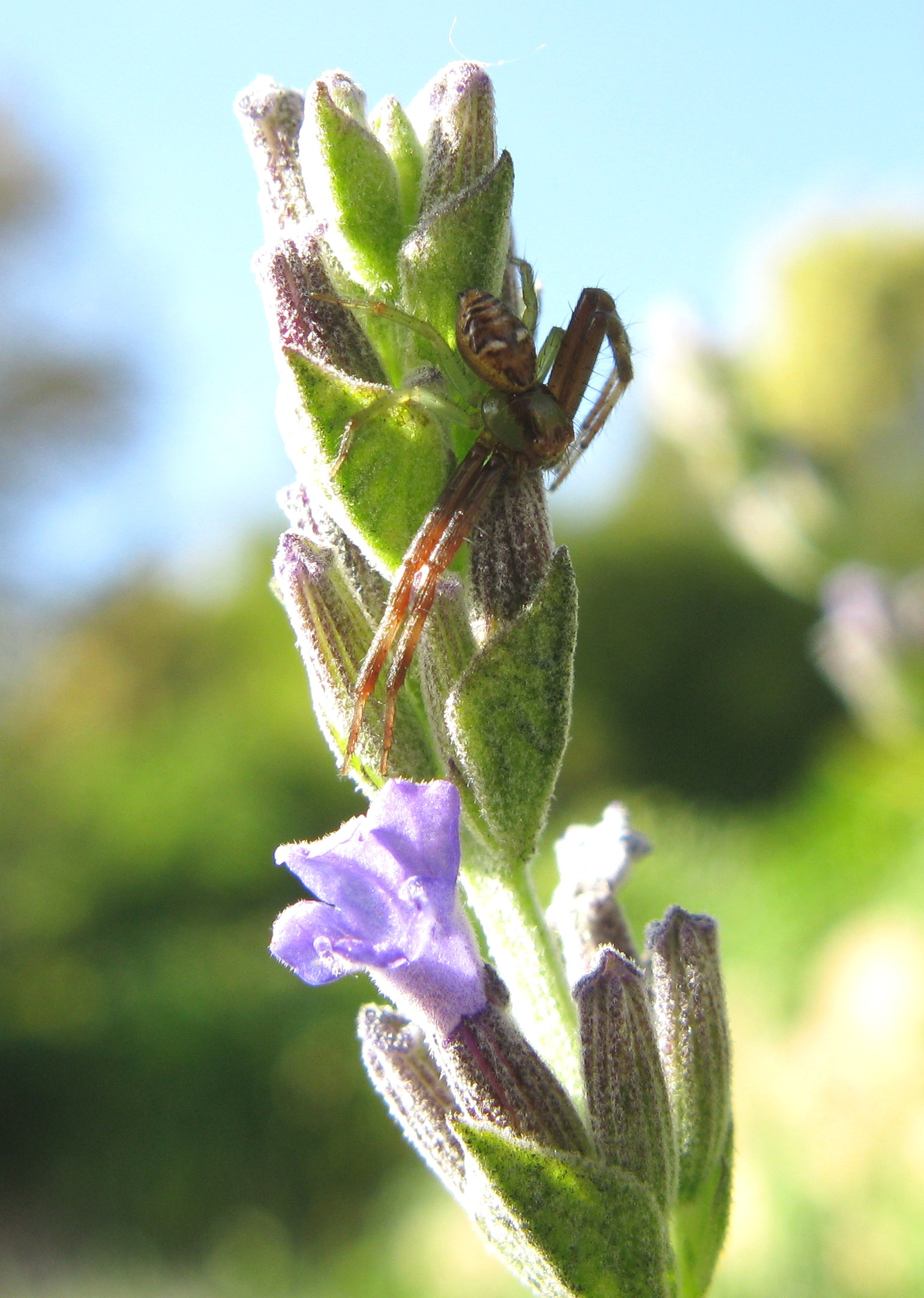
Самиця павука із родини Thomisidae, роду Synema чекає на жертву на лаванді.
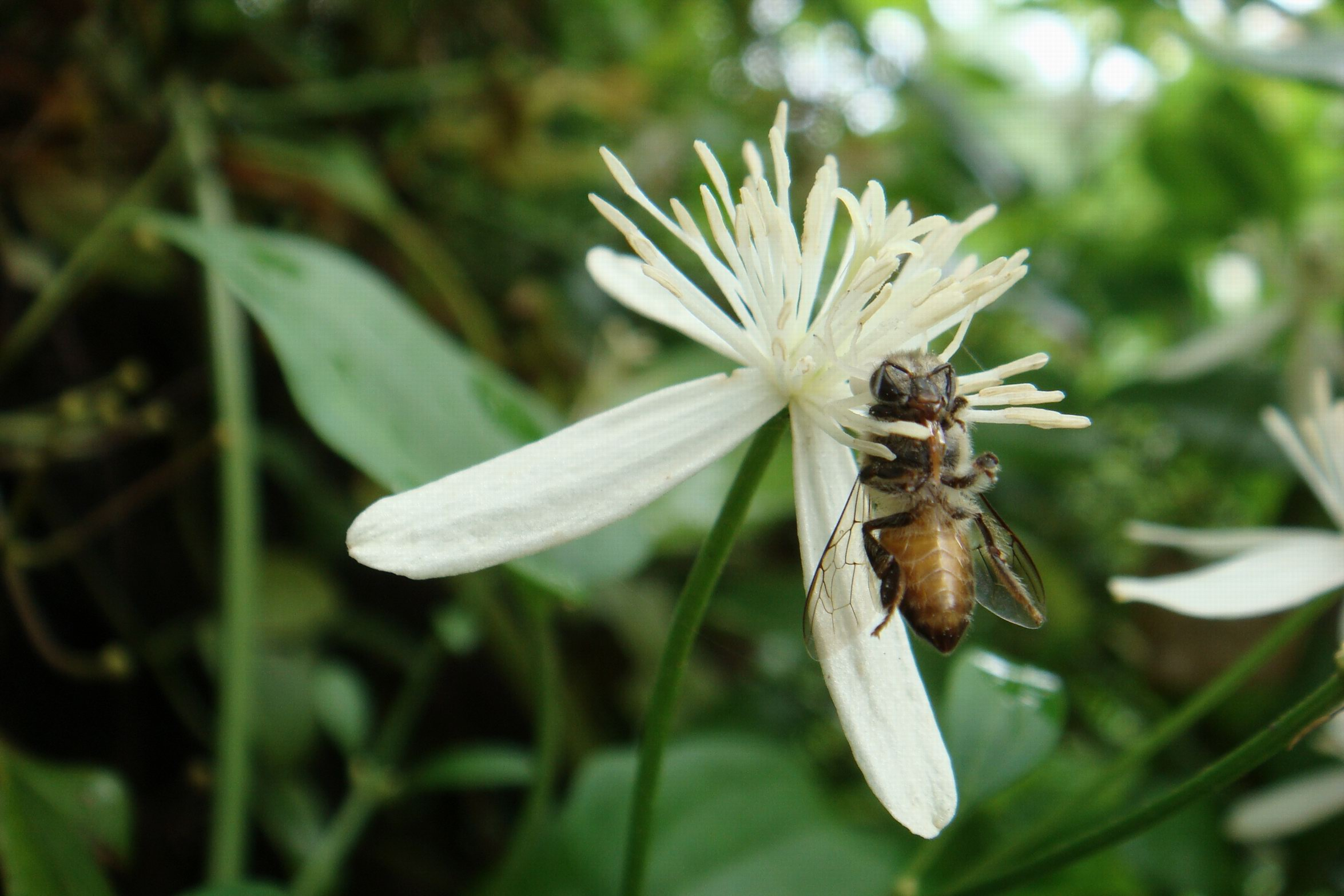
Бджола, схоплена добре закамуфльованим павуком-крабом
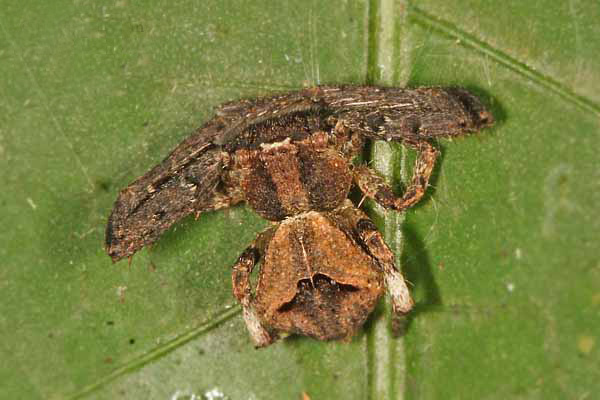
Павук-краб Angaeus, Кург, Карнатака, Індія.
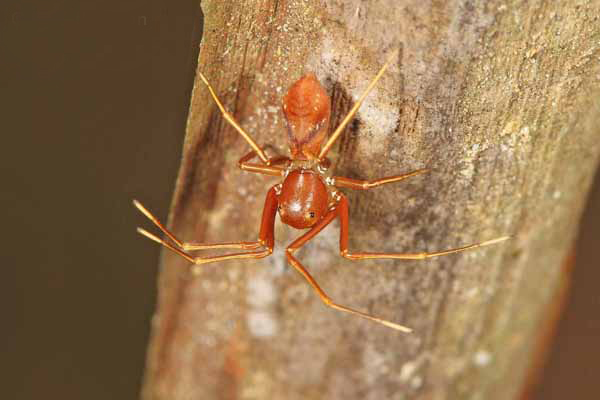
Павук-краб Amyciaea, що мімікрує під мураху, Кург, Карнатака, Індія.
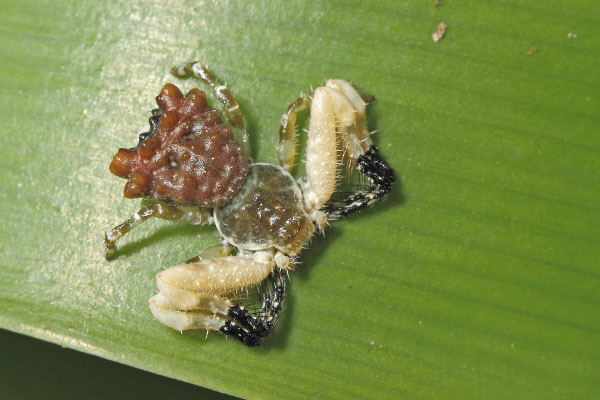
Павук-краб Phyrnarachne імітує пташку, Кабіні, Карнатака, Індія.
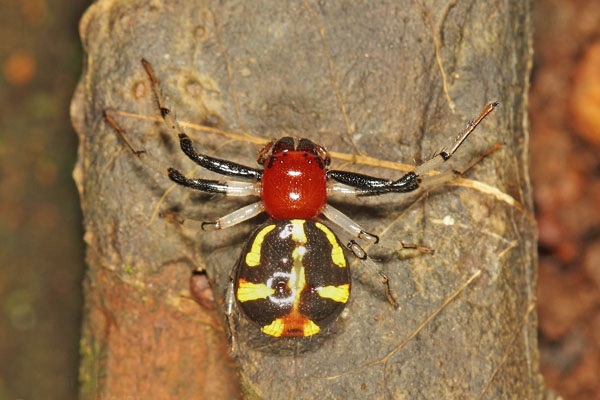
Різнокольоровий павук-краб Camaricus, Гоа, Індія.
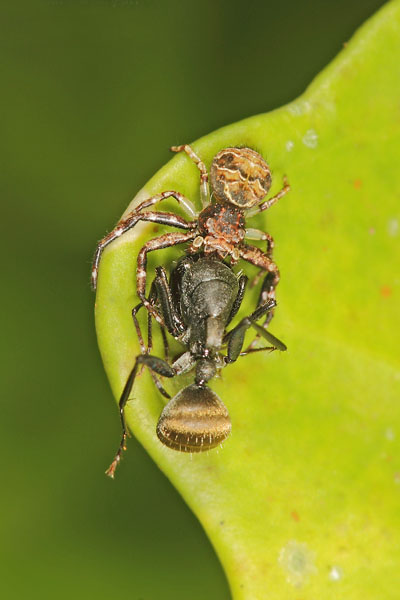
Павук-краб Xysticus їсть мурашку, Гоа, Індія.
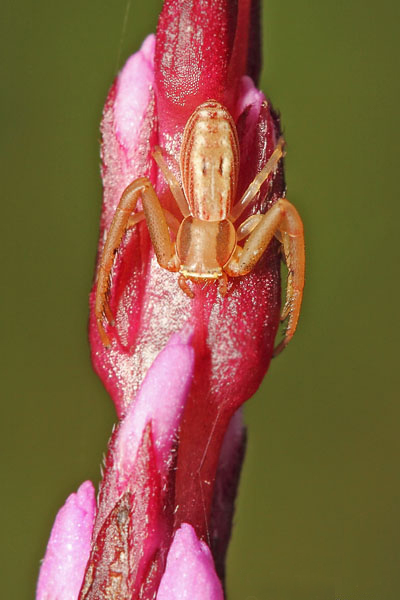
Павук-краб Runcinia на суцвітті, Гоа, Індія.
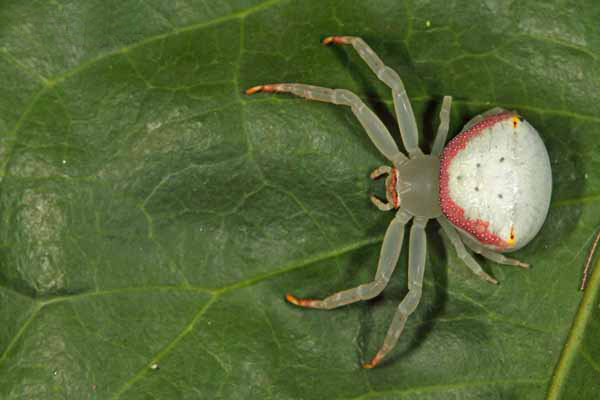
Павук-краб Misumena з Кабіні, Карнатака, Індія.